# فرودگاه مائو پیتی
فرودگاه مائو پیتی (به انگلیسی: Maupiti Airport) یک فرودگاه همگانی با کد یاتا MAU است که یک باند فرود آسفالت دارد و طول باند آن ۹۵۶ متر است. این فرودگاه در کشور پلی‌نزی فرانسه قرار دارد و در ارتفاع ۵ متری از سطح دریا واقع شده است.

## شرکت‌های هواپیمایی و مقصدهای پروازی

### مسافری
| شرکت‌های هواپیمایی | مقصدهای پروازی          |
| ----------------- | ----------------------- |
| ایر تاهیتی        | بورا بورا، فاآ، رایاتئا |